# Finlands leksaksmuseum Hevosenkenkä
Finlands leksaksmuseum Hevosenkenkä (finska: Suomen Lelumuseo Hevosenkenkä) är en privat finländskt leksaksmuseum i Esbo.
I Finlands  leksaksmuseum Hevosenkenkä finns finländska leksaker och en presentation av lekens historia från slutet av 1800-talet till nutid.
Museet etablerades av Stiftelsen Barnens Dag. Det flyttade från Borgbacken till WeeGee-huset 2006.